# إمدادات المياه والصرف الصحي في تنزانيا
تتسم إمدادات المياه والصرف الصحي في تنزانيا بالآتي: انخفاض إمكانية الوصول إلى مصادر المياه الأساسية على الأقل خلال العقد الأول من القرن الحادي والعشرين (لا سيما في المناطق الحضرية)، ونسبة وصول ثابتة إلى بعض أشكال الصرف الصحي (نحو 93% منذ تسعينيات القرن العشرين)، والإمداد المتقطع للمياه، وانخفاض جودة الخدمة عمومًا. إن كثيرًا من المرافق تكاد لا تغطي تكاليف تشغيلها وصيانتها عبر إيراداتها بسبب انخفاض التعريفات وضعف الكفاءة. هناك اختلافات إقليمية كبيرة، وتُعد مدينتا تانغا وأروشا صاحبتي أفضل نوعية مرافق.
شرعت حكومة تنزانيا في عملية رئيسية لإصلاح القطاع منذ عام 2002، بتقديمها تحديثًا للسياسة الوطنية للمياه. في ذلك الوقت، ذكرت الحكومة المركزية أن 42% فقط من الأسر الريفية تمتلك وصولًا إلى مياه جيدة، وأن 30% من كامل شبكات المياه في البلاد خارج نطاق الخدمة. اعتُمدت في عام 2006 إستراتيجية وطنية طموحة لتطوير قطاع المياه تعزز كلًا من الإدارة المتكاملة للموارد المائية وتطوير إمدادات المياه في المناطق الريفية والحضرية. عنت اللامركزية انتقال المسؤولية عن توفير خدمات المياه والصرف الصحي إلى السلطات الحكومية المحلية، يتحملها 20 مرفقًا حضريًا ونحو 100 مرفق ضمن المقاطعة، فضلًا عن منظمات الإمداد بالمياه التي تمتلكها المجتمعات المحلية في المناطق الريفية.
عُززت هذه الإصلاحات بزيادة كبيرة في الميزانية بدءًا من عام 2006، حين أُدرج قطاع المياه ضمن القطاعات ذات الأولوية في الاستراتيجية الوطنية للنمو والحد من الفقر. لا يزال قطاع المياه في تنزانيا يعتمد اعتمادًا كبيرًا على جهات خارجية متبرعة: تبلغ حصة المنظمات الخارجية المتبرعة 88% من الرصيد المتاح. كانت النتائج متفاوتة، فعلى سبيل المثال، أشار تقرير صادر عن المؤسسة الألمانية للتعاون الدولي إلى أنه «رغم الاستثمارات الكبيرة التي جلبها البنك الدولي والاتحاد الأوروبي، بقيت المرافق الخدمية لدار السلام (عاصمة تنزانيا) واحدة من أسوأ الهيئات العاملة ضمن مجال المياه في تنزانيا».

## الوصول

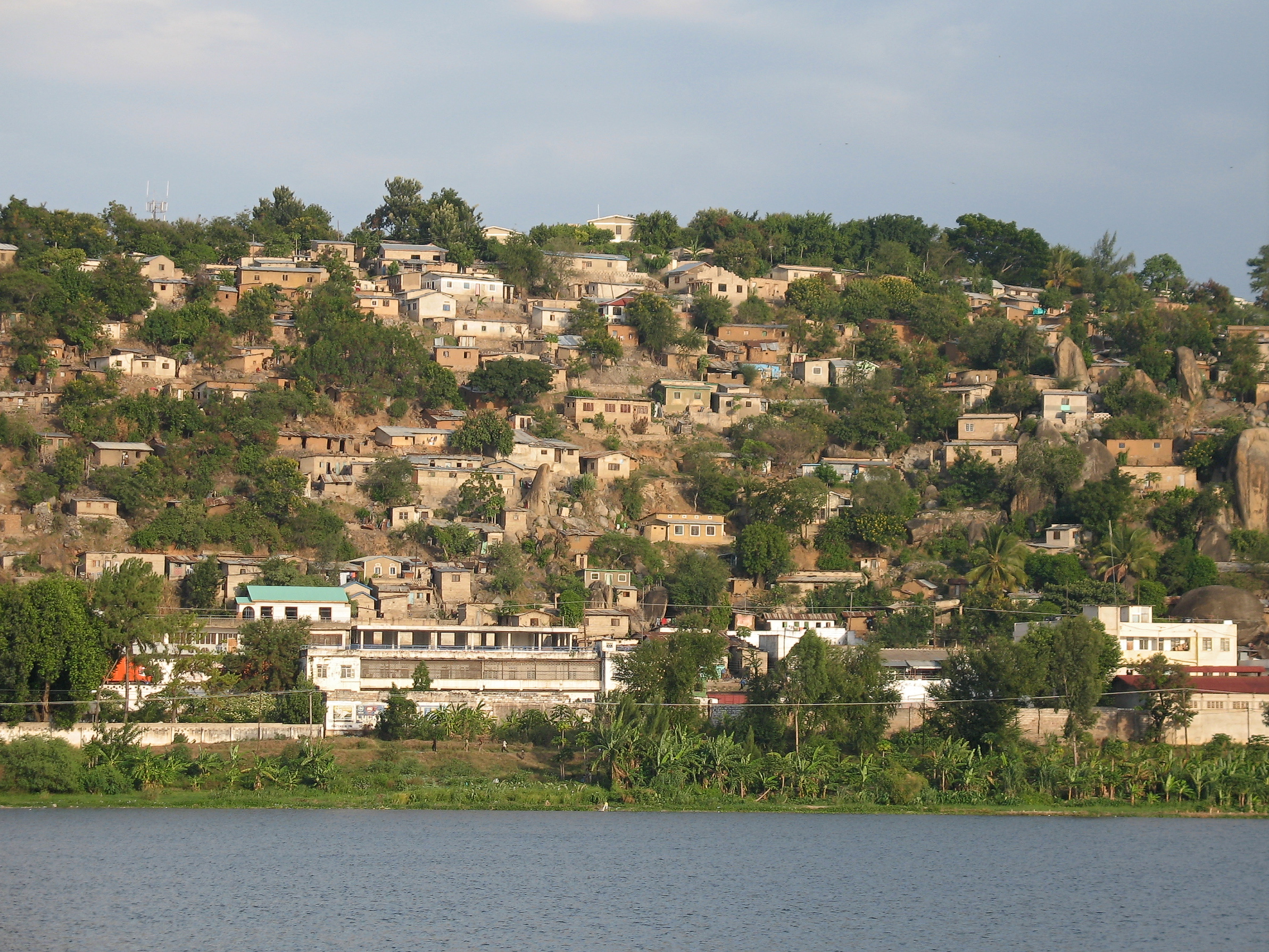
تحصل موانزا وهي ثاني أكبر مدن البلاد على مياهها من بحيرة فيكتوريا

لا يزال الوصول إلى المياه والصرف الصحي ضعيفًا في تنزانيا. يُعد تحديد البيانات المتعلقة بإمكانية الوصول صعبًا نظرًا إلى اختلاف التعاريف والمصادر المستخدمة، ما يؤدي إلى اختلافات كبيرة. في عام 2015، تمكّن 50% من السكان من الحصول على مياه «أساسية على الأقل»، بنسبة 79% و37% ضمن المناطق الحضرية والريفية على التوالي. في تنزانيا، افتقر نحو 26 مليون شخص في عام 2015 إلى إمكانية الحصول على مياه «أساسية على الأقل». في ما يتعلق بالصرف الصحي، افتقر نحو 40 مليون شخص في عام 2015 إلى إمكانية الحصول على خدمات صرف صحي «أساسي على الأقل». في تنزانيا عام 2015، تمكّن 24% فقط من السكان من الحصول على خدمات صرف صحي «أساسي على الأقل»، بنسبة 79% و37% ضمن المناطق الحضرية والريفية على التوالي.
وفقًا لأحد التقارير، تظهر المسوحات الأسرية بانتظام تغطية أقل لإمدادات المياه من تلك التي تقدرها وزارة المياه والري (يأخذ مهندسو المياه المسوحات في المقاطعات، وتأخذها السلطات المسؤولة عن المياه والصرف الصحي في المناطق الحضرية). بالنسبة إلى المناطق الحضرية، تكون بيانات المسح أعلى باستمرار، إذ تشمل أيضًا المنازل غير المتصلة بشبكة إمداد المياه الرسمية، وتحصل على المياه من الجيران، أو الآبار المحمية، أو حُفر المياه.
إمدادات المياه. تشير التقديرات إلى أن أكثر من نصف سكان تنزانيا بقليل يحصلون على إمدادات مياه محسّنة، مع وجود اختلافات صارخة بين المناطق الحضرية (نحو 79% في عام 2010) والمناطق الريفية (نحو 44% في عام 2010). في المناطق الريفية، يُعرف الوصول إلى المياه بسفر السكان مسافةً تقل عن كيلومتر واحد إلى مصدر مياه شرب نظيف خلال موسم الجفاف. من الصعب إدراك نزعة الحصول على المياه نظرًا إلى البيانات المتضاربة وغير الموثوقة. لكن يبدو أن فرص الوصول زادت خلال فترة تسعينيات القرن العشرين، لا سيما في المناطق الريفية، إلا أنها ظلت راكدة خلال العقد الأول من القرن الحادي والعشرين. وفقًا للبيانات المستمدة من الدراسات الاستقصائية لميزانية الأسر المعيشية في 2000/2001 و2007، فإن الوصول إلى مصدر محسن للمياه في تنزانيا الرئيسية انخفض من 55% في عام 2000 إلى 52% في عام 2007. إذا اعتمدنا تعريفًا ضيق النطاق، فقد حصل نحو 34% من السكان على مياه موزعة بالمواسير في عام 2007، مقابل نسبة 40% في عام 2000. إلا أنه وباستخدام تعريف أوسع للحصول على المياه يشمل المواسير والينابيع النظيفة، تظهر زيادة بسيطة في نسبة السكان الذين ذكروا حصولهم على مصدر مياه صالحة للشرب في دائرة الكيلومتر. تظهر التقديرات الصادرة عن برنامج الرصد المشترك لإمدادات المياه والصرف الصحي منحًى آخر، إذ تظهر انخفاضًا بسيطًا في القدرة على الحصول على المياه من 55% في عام 1990 إلى 53% في عام 2010. وفقًا لهذه الأرقام، فإن نسبة الحصول على المياه بقي راكدًا في المناطق الريفية، في حين انخفض في المناطق الحضرية من 94% إلى 79% خلال نفس الفترة. تعتمد تقديرات برنامج الرصد المشترك على الاستقراء باستخدام بيانات من بينها الدراسة الاستقصائية لميزانية الأسر المعيشية للأعوام 2000/2001 و2007، وتعداد عام 2002، والدراسات الاستقصائية الديمغرافية والصحية في الأعوام 1999 و2005 و2010.
الصرف الصحي. تطرح الدراسات الاستقصائية الوطنية لميزانية الأسرة أسئلة على مجيبيها عن نوعية المرافق الصحية التي لديهم. في عام 2007، أجاب 93% من التنزانيين بامتلاكهم شكلًا من أشكال المراحيض، إلا أن 3% منهم فقط لديهم مراحيض دافقة (مراحيض بسيفون). تستند الإحصاءات الدولية التي ترصد تحقيق الأهداف الإنمائية للألفية المتعلقة بالصرف الصحي إلى هذه الأرقام، ولكن بعد إجراء بعض التعديلات الهامة التي ترمي إلى تحقيق قابلية المقارنة بين البلدان. يُعرّف برنامج الرصد المشترك لإمدادات المياه والمرافق الصحية الصرفَ الصحي المُحسن على أنه نظام خاص لتصريف الفضلات يفصل بين الفضلات البشرية والاتصال البشري. يُستثنى من هذا التعريف المراحيض المشتركة أو المراحيض المفتوحة. وفقًا لتقديرات برنامج الرصد المشترك، فإن نصف المراحيض فقط في تنزانيا تملك صرفًا صحيًا محسنًا. استنادًا إلى هذا التعريف، فإن إمكانية الحصول على خدمات الصرف الصحي المحسن أقل بكثير من السكان الذين يملكون وصولًا إلى أي نوع من المراحيض. حسب برنامج الرصد المشترك، بلغت نسبة الوصول إلى مرافق الصرف الصحي المحسنة 10% فقط في عام 2010، بعد أن كانت 8% في عام 1990، مع زيادة النسبة في المناطق الحضرية وانخفاضها بشكل طفيف في المناطق الريفية.

## الكفاءة الاقتصادية
تتمثل بعض المؤشرات الشائعة للكفاءة الاقتصادية لمرافق المياه والصرف الصحي في كفاءة الفوترة، ومستوى المياه غير المدرة للدخل، وإنتاجية اليد العاملة. على أساس هذه المؤشرات، تنخفض الكفاءة الاقتصادية لتقديم الخدمات الحضرية لقطاع المياه في تنزانيا.
كفاءة الفوترة. تشير البيانات الحكومية إلى امتلاك مرافق المياه الحضرية مستويات عالية نسبيًا من كفاءة الفوترة (لا تقل أبدًا عن 70%). ومع ذلك، أفاد استعراض الإنفاق العام في عام 2009 بأن 15% من إيرادات أكبر 20 مرفقًا مدارًا من قبل هيئة تنظيم مرافق الطاقة والمياه لا تُجمَع.
المياه غير المدرة للدخل. بلغت النسبة المتوسطة لمستوى المياه غير الإيرادية بين 20 من مرافق المياه الإقليمية 45% في السنة المالية 2006-2007. تشير البيانات التي نشرتها وزارة المياه والري في عام 2009 إلى أن المياه غير الإيرادية في المناطق الحضرية تتراوح بين 55% في دار السلام و25% في تانغا. يُقدَّر أن نسبة المياه غير الإيرادية أعلى في البلدات الصغيرة والمقاطعات.
إنتاجية اليد العاملة. في المتوسط، كان هناك 10 موظفين لكل 1000 وصلة مياه في المرافق المائية الكبيرة في عام 2007. بلغ أقل عدد لموظفي سلطات المياه والصرف الصحي في المناطق الحضرية بنسبة 6 موظفين لكل 1000 وصلة، ضمن مدن تانغا ومبيا وأروشا. يقترب هذا الرقم من المعدل الذي يمكننا أن نجده في أفريقيا جنوب الصحراء.